# Otto Maerker
Otto Max Friedrich Maerker (* 9. Dezember 1891 in Schöneberg bei Berlin; † 7. März 1967 in Kleinmachnow) war ein deutscher Bildhauer. Er gestaltete Skulpturen, Reliefs, Büsten und Filmstaffagen. 

## Leben
Otto Maerker machte bei dem österreichischen Bildhauer Franz Metzner eine Ausbildung zum Steinmetzen. Metzner hatte 1896 in Zehlendorf bei Berlin ein eigenes Atelier eingerichtet, in dem Skulpturen für das Völkerschlachtdenkmal in Leipzig ausgeführt und Lehrlinge ausgebildet wurden. Bereits mit 19 Jahren trug Maerker die Berufsbezeichnung Kunstbildhauer. In den folgenden Jahren zog Maerker nach Kleinmachnow und übernahm Aufträge zur weiteren Ausgestaltung der Reichshauptstadt. In diesen Jahren zählte die Kunstwelt Otto Maerker als Anhänger der Nationalsozialisten. Maerker war obligatorisch Mitglied der Reichskammer der bildenden Künste. Es ist jedoch lediglich 1941 seine Teilnahme an der Ausstellung Der deutsche Mensch in Berlin sicher belegt.
In Kleinmachnow erlebte Maerker das Ende des Zweiten Weltkriegs und konnte dort seine Künstlerkarriere fortsetzen. 
Maerker war verheiratet und hatte einen Sohn. 
Er ist auf dem Waldfriedhof Kleinmachnow (Block D, Nummer 19) bestattet.

## Werke (Auswahl)
Eines von Maerkers bekanntesten Kunstwerken ist die Bronzeskulptur Die Kugelläuferin, die einen Springbrunnen auf dem Zeltinger Platz in Berlin-Frohnau schmückt. Sie wurde 1931 aufgestellt, in den letzten Jahren des Krieges jedoch eingeschmolzen. Das Gipsmodell blieb erhalten und mit dessen Hilfe konnte ein Nachguss angefertigt werden. Die Kopie entstand unter Leitung des Kunstrestaurators Harald Haake und wurde im Jahr 1980 an ihrem ursprünglichen Platz aufgestellt.
Weitere Arbeiten:

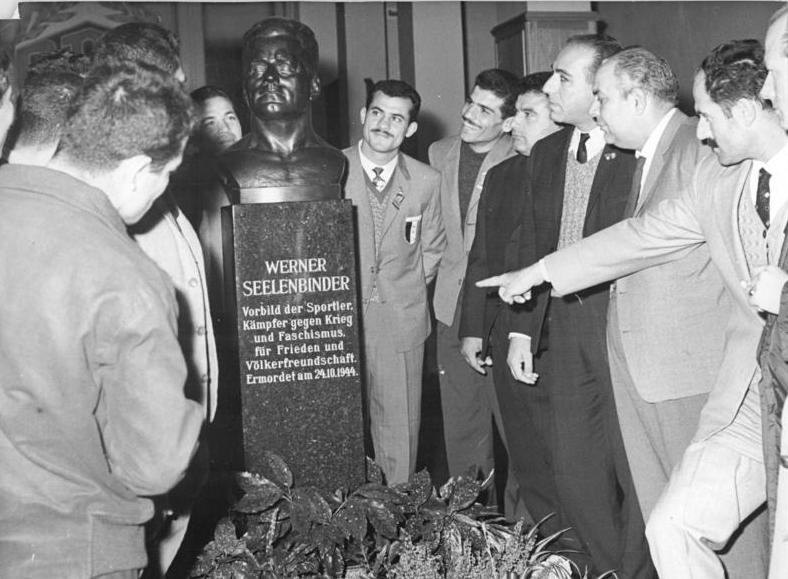
Seelenbinder-Gedenkstele, damals in der Werner-Seelenbinder-Halle aufgestellt, wird 1963 von Boxern aus Syrien besucht.

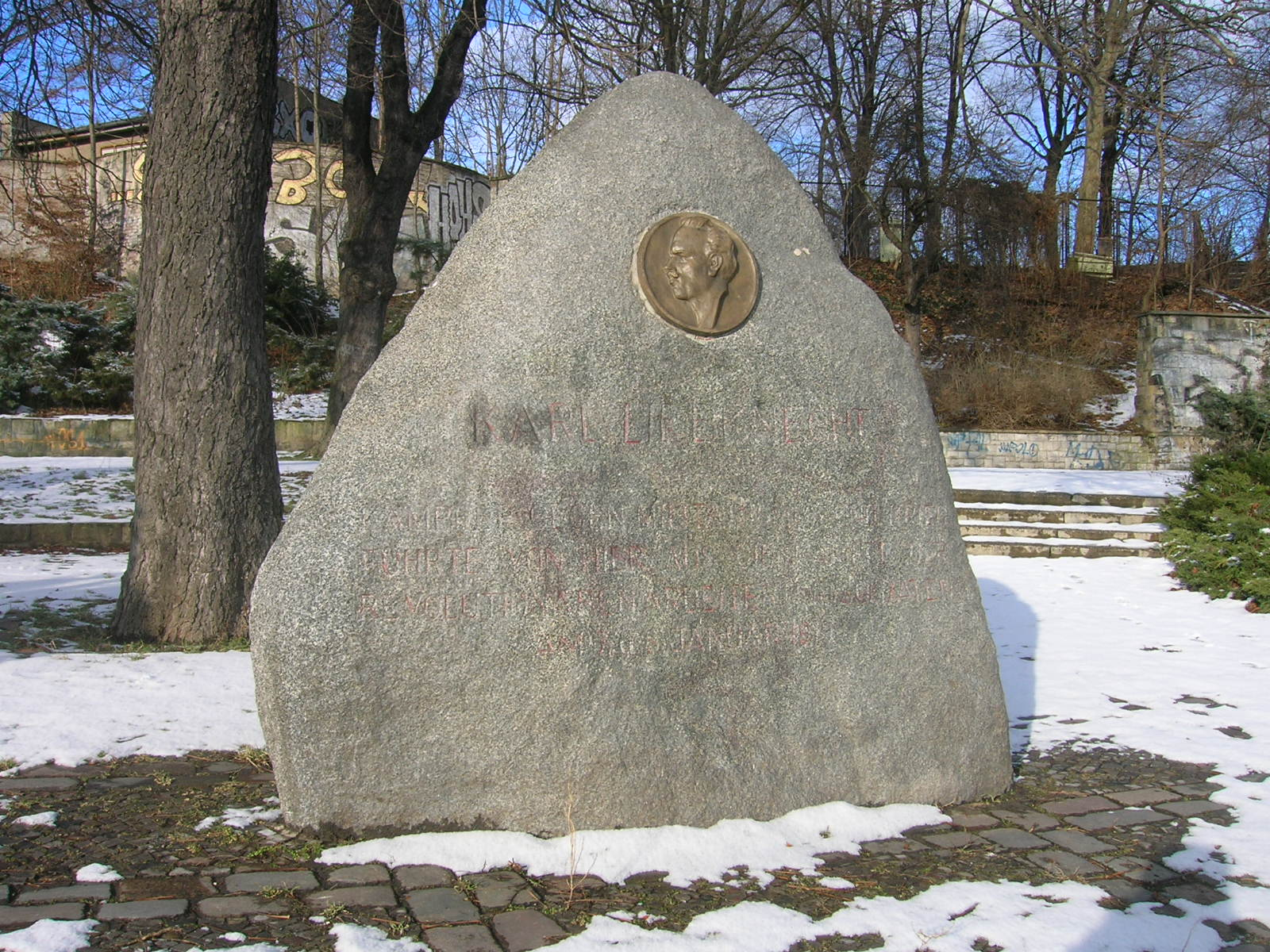
Liebknecht-Gedenkstein

- 1924, 1925/1926: Mitarbeit an den Kulissen der Filme Die Nibelungen und Metropolis
- 1938: Kopfporträt eines Mannes
- 1939: Die Jagd, Relief
- 1943: Filmkulisse für Münchhausen
- vor 1953: Ernst Thälmann (Statuette, Bronze, 59 cm; ausgestellt 1952 auf der Wanderausstellung „Berliner Künstler“)
- 1953: Wilhelm Pieck (Porträtbüste, Bronze)[3][4]

- 1953: Bronzebildplatte für einen Karl-Marx-Gedenkstein, aufgestellt zum 135. Geburtstag des Philosophen Karl Marx vor der SED-Parteihochschule auf dem Hakeburg-Gelände in Kleinmachnow
- 1958: Marabu, vor der Seniorenstiftung in Berlin-Prenzlauer Berg, Gürtelstraße 32[5], ein Zweitguss befindet sich im Tierpark
- 1959: Gedenkstein mit Bildplakette für Karl Liebknecht, aufgestellt in Berlin-Prenzlauer Berg an der Kreuzung Prenzlauer Allee / Ecke Saarbrücker Straße auf dem Gelände der ehemaligen Bötzow-Brauerei
- 1962: Porträtbüste von Alfred Brehm, 1963 aufgestellt im Tierpark Berlin[6]
- 1961: Stehender Mädchenakt, vor dem Reiherflugkäfig im Tierpark aufgestellt[5][6]

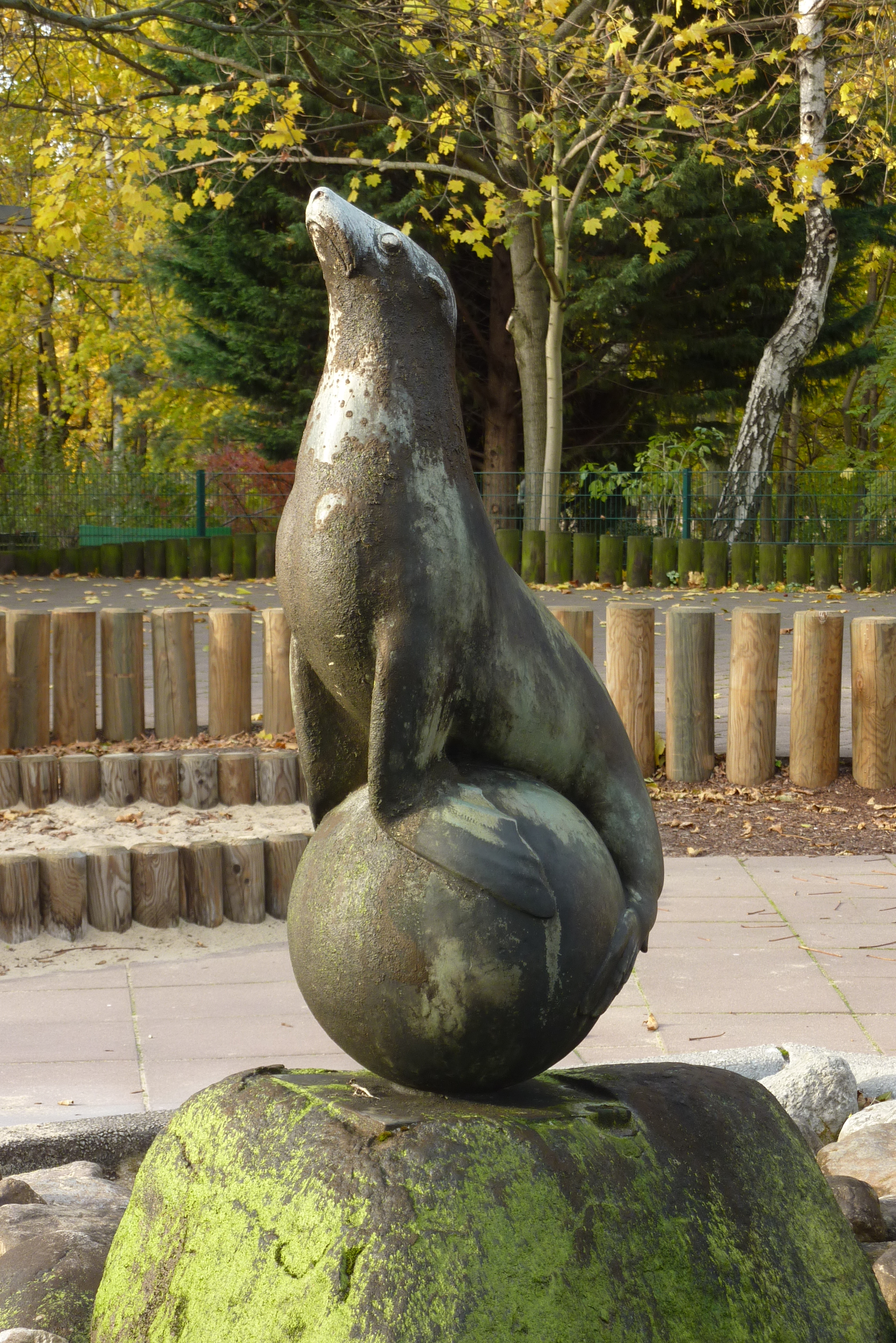
Seelöwe auf Ball

- 1963: eine Aktfigur, eine Brunnenfigur (Seelöwe auf Ball) und ein Zweitguss des Marabus, alle im Tierpark aufgestellt[7]

- 1946 bis 1965: Lebensgroße Porträtbüsten von Wilhelm Pieck (1950; Höhe 60 cm; Gewicht 30 kg)[8], weitere Pieck-Abgüsse, von denen sich einer seit dem 21. Jahrhundert im Stadtgeschichtlichen Museum Leipzig befindet[9], Otto Grotewohl, Ernst Thälmann, Werner Seelenbinder (1952 in der Werner-Seelenbinder-Halle aufgestellt. Soll sich seit dem Abriss der Sporthalle im Werner-Seelenbinder-Gymnasium befinden)[5], Victor Stern, Wolfgang Joho.[10]

Oft hatte Otto Maerker Familienangehörige in Gips oder Bronze geformt. Mit einer Büste seines Sohnes hatte er sein Kunstschaffen begonnen. Zu seinen Werken gehören darüber hinaus zahlreiche Kleinplastiken, insbesondere Akte und Tiere.
Beim Guss seiner Kunstwerke arbeitete Otto Maerker eng mit der Kunstgießerei Lauchhammer zusammen.

## Ausstellungen (unvollständig)
- 1952: Bautzen, Görlitz und Zittau (Wanderausstellung „Berliner Künstler“)